# Квалификације за Куп Кариба 2017.
Квалификационо такмичење за Куп Кариба 2017. је био фудбалски турнир одржан у периоду од 22. марта 2016. до 8. јануара 2017. године. Квалификационо такмичење одредило је које ће репрезентације Кариба играти на Купу Кариба 2017. и Златном купу КОНКАКАФ 2017.

## Учесници
Од укупно 31 репрезентације чланице ФСК 25 чланица је узело учешћа у квалификацијама.  Свети Мартин (Холандија) је учествовала по први пут после 1997. године. Квалификантима се у другом колу придружује репрезентација Сент Винсента и Гренадина а у трећем колу се придружују Хаити, Јамајка и Тринидад и Тобаго.
| Статус                | Репрезентација | Укупно репрезентација |
| --------------------- | --- | --------------------- |
| Одустали од такмичења | - Бахами - Бонер - Кајманска Острва - Монтсерат - Света Луција - Туркс и Кајкос | 6                     |
| Прво коло учесници    | - Ангвила - Антигва и Барбуда - Аруба - Барбадос - Бермуди - Британска Девичанска Острва - Куба - Курасао - Доминика - Доминиканска Република - Француска Гвајана - Гренада - Гваделуп - Гвајана - Мартиник - Порторико - Сент Китс и Невис - Свети Мартин Фр. - Свети Мартин Хол. - Суринам - Америчка Девичанска Острва | 21                    |
| Друго коло учесници   | - Сент Винсент и Гренадини | 1                     |
| Треће коло учесници   | - Хаити - Јамајка - Тринидад и Тобаго | 3                     |

## Жребање
Двадесет пет нација је учествовало у жребању, које је одржано 16. јануара 2016, у 21:00 АСТ (УТЦ−4), у одмаралишту Џоли Бич ресорт, Сент Џонс (Антигва и Барбуда). Четири тима нису учествовала у квалификацијама због учешћа у квалификацијама за Светско првенство у фудбалу 2018. – четвртом колу КОНКАКАФ. Жреб су водили Соња Бијен-Аиме, Кирси Ријо Чарлс Кулман, Чет Грин и Ленс Витакер. ФСК је користио сопствене ранг-листе да би одредио који тимови ће добити статус носиоца на основу њихових претходних наступа на такмичењу.
| Поз. | Репрезентација | 2014 | 2012 | 2010                             | 2008                             | 2007                             | Укупно                           |
| --- | --- | --- | --- | -------------------------------- | -------------------------------- | -------------------------------- | -------------------------------- |
| 1 | Јамајка | 10 | 3 | 10                               | 10                               | 1                                | 34                               |
| 2 | Куба | 4 | 10 | 6                                | 4                                | 6                                | 30                               |
| 3 | Тринидад и Тобаго | 8 | 8 | 3                                | 3                                | 8                                | 30                               |
| 4 | Хаити | 6 | 6 | 2                                | 3                                | 10                               | 27                               |
| 5 | Гваделуп | 2 | 2 | 8                                | 6                                | 4                                | 22                               |
| 6 | Гренада | 1 | 2 | 4                                | 8                                | 1                                | 16                               |
| 7 | Мартиник | 3 | 4 | 3                                | 2                                | 3                                | 15                               |
| 8 | Антигва и Барбуда | 3 | 3 | 3                                | 3                                | 2                                | 14                               |
| 9 | Гвајана | 1 | 2 | 3                                | 2                                | 3                                | 11                               |
| 10 | Сент Винсент и Гренадини | 2 | 2 | 2                                | 1                                | 3                                | 10                               |
| 11 | Барбадос | 2 | 1 | 1                                | 3                                | 3                                | 10                               |
| 12 | Суринам | 1 | 2 | 2                                | 2                                | 2                                | 9                                |
| 13 | Доминиканска Република | 2 | 3 | 2                                | 0                                | 2                                | 9                                |
| 14 | Сент Китс и Невис | 2 | 1 | 2                                | 2                                | 1                                | 8                                |
| 15 | Курасао | 3 | 1 | 1                                | 2                                | 1                                | 8                                |
| 16 | Доминика | 1 | 1 | 2                                | 1                                | 1                                | 6                                |
| 17 | Француска Гвајана | 3 | 3 | 0                                | 0                                | 0                                | 6                                |
| 18 | Порторико | 1 | 2 | 2                                | 0                                | 0                                | 5                                |
| 19 | Света Луција | 2 | 1 | 1                                | 0                                | 1                                | 5                                |
| 20 | Ангвила | 1 | 1 | 1                                | 1                                | 1                                | 5                                |
| 21 | Британска Девичанска Острва | 1 | 1 | 1                                | 1                                | 1                                | 5                                |
| 22 | Свети Мартин Фр. | 0 | 1 | 1                                | 1                                | 1                                | 4                                |
| 23 | Бермуди | 0 | 1 | 0                                | 1                                | 2                                | 4                                |
| 24 | Кајманска Острва | 0 | 0 | 2                                | 1                                | 1                                | 4                                |
| 25 | Аруба | 1 | 1 | 0                                | 1                                | 0                                | 3                                |
| 26 | Монтсерат | 1 | 1 | 1                                | 0                                | 0                                | 3                                |
| 27 | Туркс и Кајкос | 1 | 0 | 0                                | 0                                | 1                                | 2                                |
| 28 | Бахами | 0 | 0 | 0                                | 0                                | 2                                | 2                                |
| 29 | Америчка Девичанска Острва | 1 | 0 | 0                                | 0                                | 0                                | 1                                |
| 30 | Бонер | 1 | 0 | 0                                | 0                                | 0                                | 1                                |
| 31 | Свети Мартин Хол. | 0 | 0 | 0                                | 0                                | 0                                | 0                                |
| Бодовање | | | |                                  |                                  |                                  |                                  |
| - Шампион - 10 бод. - 2. место - 8 бод. - 3. место - 6 бод. - 4. место - 4 бод. - 5. до 8. места - 3 бод. - Учесник другог кола - 2 бод. - Учесник - 1 бод | - Шампион - 10 бод. - 2. место - 8 бод. - 3. место - 6 бод. - 4. место - 4 бод. - 5. до 8. места - 3 бод. - Учесник другог кола - 2 бод. - Учесник - 1 бод | - Шампион - 10 бод. - 2. место - 8 бод. - 3. место - 6 бод. - 4. место - 4 бод. - 5. до 8. места - 3 бод. - Учесник другог кола - 2 бод. - Учесник - 1 бод | - Шампион - 10 бод. - 2. место - 8 бод. - 3. место - 6 бод. - 4. место - 4 бод. - 5. до 8. места - 3 бод. - Учесник другог кола - 2 бод. - Учесник - 1 бод | Слободан Носилац Није учествовао | Слободан Носилац Није учествовао | Слободан Носилац Није учествовао | Слободан Носилац Није учествовао |

## Распоред утакмица
| Коло                  | Датум               |
| --------------------- | ------------------- |
| Прво коло             | 22/29. март 2016    |
| Друго коло            | 1./7. јун 2016      |
| Треће коло            | 5./11. октобар 2016 |
| Плеј-оф за пето место | 4./8. јануар 2017   |

Белешке
- Друго коло је првобитно било заказано за период од 15. до 21. маја 2016, што није у ФИФА календару.
- Борба за пето место првобитно је била заказана за период од 9. до 15. новембра 2016. Међутим, три меча трећег кола су одложена за период од 9. до 13. новембра 2016. из разлога везаних за Ураган Метју.[5]Плеј-оф за пето место је померен са термина од 4. до 8. јануара 2017. и такође играо на једном месту у Тринидад и Тобаго уместо да сваки тим буде домаћин по једну утакмицу.[6]

## Формат и правила
У свакој групи су по три тима, сваки тим игра по једну утакмицу код куће против једног противника и утакмицу у гостима против другог противника. Ако се било који тим повуче, преостале две екипе играју међусобно, са једним мечом код куће и једним у гостима.Ако резултат остане изједначен након регуларног времена, играће се продужеци, а ако резултат остане изједначен и након одиграних продужетака, биће изведени једанаестерци како би се одредили победници меча. Ово правило је уведено да би се смањила могућност да се судбина тима одлучи жребом.

## Правило нерешеног резултата
Екипе се рангирају по бодовима (3 бода за победу у регуларном делу, продужетке или пенали, 0 поена за пораз). Ако се изједначи по поенима, тајбрејкери се примењују следећим редоследом:
1. Гол разлика;
2. Постигнути голови;
3. Постигнути голови у гостима;
4. Извлачење жреба.

## Прво коло
У првом колу такмичио се 21 тим:

### Група 1
| Pos | Тим               | О | П | П+ | И | ГД | ГП | ГР | Бод. | Qualification                 |
| --- | ----------------- | - | - | -- | - | -- | -- | -- | ---- | ----------------------------- |
| 1   | Сент Китс и Невис | 2 | 2 | 0  | 0 | 3  | 0  | +3 | 6    | Квалификовао се за друго коло |
| 2   | Антигва и Барбуда | 2 | 1 | 0  | 1 | 2  | 2  | 0  | 3    | Квалификовао се за друго коло |
| 3   | Аруба             | 2 | 0 | 0  | 2 | 1  | 4  | −3 | 0    |                               |

| Антигва и Барбуда             | 2 : 1    | Аруба              |
| ----------------------------- | -------- | ------------------ |
| - Џош Паркер 4’ - АЏ Џорџ 23’ | Извештај | Фредерик Гомез 28’ |

| Аруба | 0 : 2    | Сент Китс и Невис                       |
| ----- | -------- | --------------------------------------- |
|       | Извештај | - Хари Панајоту 39’ - Ромејн Сојерс 45’ |

| Сент Китс и Невис | 1 : 0    | Антигва и Барбуда |
| ----------------- | -------- | ----------------- |
| Хари Панајоту 65’ | Извештај |                   |

### Група 2
| Pos | Тим                        | О | П | П+ | И | ГД | ГП | ГР | Бод. | Qualification                 |
| --- | -------------------------- | - | - | -- | - | -- | -- | -- | ---- | ----------------------------- |
| 1   | Гренада                    | 2 | 2 | 0  | 0 | 7  | 1  | +6 | 6    | Квалификовао се за друго коло |
| 2   | Америчка Девичанска Острва | 2 | 1 | 0  | 1 | 3  | 3  | 0  | 3    | Квалификовао се за друго коло |
| 3   | Свети Мартин Хол.          | 2 | 0 | 0  | 2 | 1  | 7  | −6 | 0    |                               |

| Гренада | 5 : 0    | Свети Мартин Хол. |
| --- | -------- | ----------------- |
| - Џек Реније 52’ (пен.) - Џамал Чарлс 54’ - Рик де Пундер 56’ (а.г.) - Шавон Џон Браун 67’ - Шејн Реније 88’ | Извештај |                   |

| Свети Мартин Хол. | 1 : 2    | Америчка Девичанска Острва                 |
| ----------------- | -------- | ------------------------------------------ |
| Рамсли Болијн 89’ | Извештај | - Асанти Херинг 24’ - Тревор Вренсфорд 76’ |

| Америчка Девичанска Острва | 1 : 2    | Гренада                                |
| -------------------------- | -------- | -------------------------------------- |
| Тревор Вренсфорд 68’       | Извештај | - Шејн Реније 15’ - Кимо Сампсон 90+1’ |

### Група 3
| Pos | Тим               | О | П | П+ | И | ГД | ГП | ГР | Бод. | Qualification                 |
| --- | ----------------- | - | - | -- | - | -- | -- | -- | ---- | ----------------------------- |
| 1   | Француска Гвајана | 2 | 1 | 0  | 1 | 4  | 2  | +2 | 3    | Квалификовао се за друго коло |
| 2   | Бермуди           | 2 | 1 | 0  | 1 | 3  | 3  | 0  | 3    | Квалификовао се за друго коло |
| 3   | Куба              | 2 | 1 | 0  | 1 | 2  | 4  | −2 | 3    |                               |

| Куба                                        | 2 : 1    | Бермуди          |
| ------------------------------------------- | -------- | ---------------- |
| - Алберто Гомез 29’ - Данијел Луис Саез 77’ | Извештај | Џонте Смит 90+1’ |

| Бермуди                        | 2 : 1    | Француска Гвајана |
| ------------------------------ | -------- | ----------------- |
| - Три Минг 43’ - Реџи Ламб 77’ | Извештај | Руди Еванс 37’    |

| Француска Гвајана                                    | 3 : 0    | Куба |
| ---------------------------------------------------- | -------- | ---- |
| - Лудовик Бал 24’ - Алекс Ерик 44’ - Рој Контоут 63’ | Извештај |      |

### Група 4
| Pos | Тим                    | О | П | П+ | И | ГД | ГП | ГР | Бод. | Qualification                 |
| --- | ---------------------- | - | - | -- | - | -- | -- | -- | ---- | ----------------------------- |
| 1   | Доминиканска Република | 2 | 1 | 0  | 1 | 3  | 2  | +1 | 3    | Квалификовао се за друго коло |
| 2   | Курасао                | 2 | 1 | 0  | 1 | 2  | 2  | 0  | 3    | Квалификовао се за друго коло |
| 3   | Барбадос               | 2 | 1 | 0  | 1 | 1  | 2  | −1 | 3    |                               |

| Барбадос           | 1 : 0    | Курасао |
| ------------------ | -------- | ------- |
| Ромарио Хервуд 69’ | Извештај |         |

| Курасао                                      | 2 : 1    | Доминиканска Република |
| -------------------------------------------- | -------- | ---------------------- |
| - Ђино ван Кесел 66’ - Фелисијано Зсусен 81’ | Извештај | Едипо Родригез 77’     |

| Доминиканска Република | 2 : 0    | Барбадос |
| ---------------------- | -------- | -------- |
| Дарли Батиста 50’, 57’ | Извештај |          |

### Група 5
| Pos | Тим       | О | П | П+ | И | ГД | ГП | ГР  | Бод. | Qualification                 |
| --- | --------- | - | - | -- | - | -- | -- | --- | ---- | ----------------------------- |
| 1   | Гвајана   | 2 | 2 | 0  | 0 | 8  | 0  | +8  | 6    | Квалификовао се за друго коло |
| 2   | Порторико | 2 | 1 | 0  | 1 | 4  | 1  | +3  | 3    | Квалификовао се за друго коло |
| 3   | Ангвила   | 2 | 0 | 0  | 2 | 0  | 11 | −11 | 0    |                               |

| Гвајана | 7 : 0    | Ангвила |
| --- | -------- | ------- |
| - Двајт Питерс 11’, 30’ - Крис Нурс 14’ - Нил Данс 34’ - Грегори Ричардсон 45’ - Вурлон Милс 47’ - Марсел Барингтон 65’ | Извештај |         |

| Ангвила | 0 : 4    | Порторико                                                |
| ------- | -------- | -------------------------------------------------------- |
|         | Извештај | - Хуан Кока 16’, 53’ - Џорџ Ривера 42’ - Олвин Ортиз 63’ |

| Порторико | 0 : 1    | Гвајана           |
| --------- | -------- | ----------------- |
|           | Извештај | Соломон Ортиз 65’ |

### Група 6
| Репрезентација    | Ута.    | Поб.    | Нер.    | Изг.    | ГД      | ГП      | ГР      | Бод     | Квалификација                 |
| ----------------- | ------- | ------- | ------- | ------- | ------- | ------- | ------- | ------- | ----------------------------- |
| Суринам           | 2       | 1       | 0       | 1       | 3       | 2       | +1      | 3       | Квалификовао се за Друго коло |
| Гваделуп          | 2       | 1       | 0       | 1       | 2       | 3       | –1      | 3       | Квалификовао се за друго коло |
| Свети Мартин Хол. | Одустао | Одустао | Одустао | Одустао | Одустао | Одустао | Одустао | Одустао | Одустао                       |

Извор:CONCACAF
| Гваделуп                                                                        | 0 : 0 (п. с. н.) | Суринам                                                                        |
| ------------------------------------------------------------------------------- | ---------------- | ------------------------------------------------------------------------------ |
|                                                                                 | Извештај         |                                                                                |
| Пенали                                                                          |                  |                                                                                |
| - Димитри Милон - Клаудио Б. - Александре Алфонсе - Вили Лоренс - Матијас Бабел | 3 : 2            | - Стефано Ријсел - Јоел Баја - Галгито Талеа - Гилберто Ајнд - Клаидел Кохинор |

| Суринам                                     | 3 : 2    | Гваделуп                           |
| ------------------------------------------- | -------- | ---------------------------------- |
| - Стефано Ријсел 30’, 36’ - Мичел Кисор 41’ | Извештај | - Клаудио Б. 15’ - Ливио Набаб 32’ |

### Група 7
| Pos | Тим                         | О | П | П+ | И | ГД | ГП | ГР  | Бод. | Qualification                 |
| --- | --------------------------- | - | - | -- | - | -- | -- | --- | ---- | ----------------------------- |
| 1   | Мартиник                    | 2 | 2 | 0  | 0 | 7  | 1  | +6  | 6    | Квалификовао се за друго коло |
| 2   | Доминика                    | 2 | 1 | 0  | 1 | 8  | 4  | +4  | 3    | Квалификовао се за друго коло |
| 3   | Британска Девичанска Острва | 2 | 0 | 0  | 2 | 0  | 10 | −10 | 0    |                               |

| [[Фудбалска репрезентација Мартиника {{{altlink2}}}\|Мартиник]] | 3 : 0    | Британска Девичанска Острва |
| --------------------------------------------------------------- | -------- | --------------------------- |
| - Кевин Парсемејн 12’ - Јоан Аргин 68’ - Стивен Лангил 84’      | Извештај |                             |

| Британска Девичанска Острва | 0 : 7    | Доминика                                                                                                  |
| --------------------------- | -------- | --- |
|                             | Извештај | - Рајан Дикер 20’ (а.г.) - Келрик Волтерс 28’, 51’ - Чад Бертранд 33’ - Џулијан Вејд 44’, 55’, 85’ (пен.) |

| Доминика                | 1 : 4    | Мартиник                                                                           |
| ----------------------- | -------- | ---------------------------------------------------------------------------------- |
| Чад Бертранд 74’ (пен.) | Извештај | - Малколм Џозеф 11’ (а.г.) - Данијел Херел 23’ - Јоан Аргин 53’ - Стефан Абаул 88’ |

### Репрезентације квалификанти за друго коло
У други круг пласирало се 14 екипа из првог кола (седам победника група и седам другопласираних).

#### Победници група
| Pos | Г | Тим                    | О | П | П+ | И | ГД | ГП | ГР | Бод. | Qualification                         |
| --- | - | ---------------------- | - | - | -- | - | -- | -- | -- | ---- | ------------------------------------- |
| 1   | 5 | Гвајана                | 2 | 2 | 0  | 0 | 8  | 0  | +8 | 6    | Квалификовао се за друго коло група 3 |
| 2   | 7 | Мартиник               | 2 | 2 | 0  | 0 | 7  | 1  | +6 | 6    | Квалификовао се за друго коло група 2 |
| 3   | 2 | Гренада                | 2 | 2 | 0  | 0 | 7  | 1  | +6 | 6    | Квалификовао се за друго коло група 1 |
| 4   | 1 | Сент Китс и Невис      | 2 | 2 | 0  | 0 | 3  | 0  | +3 | 6    | Квалификовао се за друго коло група 5 |
| 5   | 3 | Француска Гвајана      | 2 | 1 | 0  | 1 | 4  | 2  | +2 | 3    | Квалификовао се за друго коло група 4 |
| 6   | 4 | Доминиканска Република | 2 | 1 | 0  | 1 | 3  | 2  | +1 | 3    | Квалификовао се за друго коло група 4 |
| 7   | 6 | Суринам                | 2 | 1 | 0  | 1 | 3  | 2  | +1 | 3    | Квалификовао се за друго коло група 5 |

1. 1 2  Мартиник је испред Гренаде по постигнутим головима у гостима.
2. 1 2  Доминиканска Република је испред Суринама по постигнутим головима у гостима.

#### Другопласирани у групи
| Pos | Г | Тим                        | О | П | П+ | И | ГД | ГП | ГР | Бод. | Qualification                         |
| --- | - | -------------------------- | - | - | -- | - | -- | -- | -- | ---- | ------------------------------------- |
| 1   | 7 | Доминика                   | 2 | 1 | 0  | 1 | 8  | 4  | +4 | 3    | Квалификовао се за друго коло група 2 |
| 2   | 5 | Порторико                  | 2 | 1 | 0  | 1 | 4  | 1  | +3 | 3    | Квалификовао се за друго коло група 1 |
| 3   | 2 | Америчка Девичанска Острва | 2 | 1 | 0  | 1 | 3  | 3  | 0  | 3    | Квалификовао се за друго коло група 3 |
| 4   | 3 | Бермуди                    | 2 | 1 | 0  | 1 | 3  | 3  | 0  | 3    | Квалификовао се за друго коло група 4 |
| 5   | 4 | Курасао                    | 2 | 1 | 0  | 1 | 2  | 2  | 0  | 3    | Квалификовао се за друго коло група 3 |
| 6   | 1 | Антигва и Барбуда          | 2 | 1 | 0  | 1 | 2  | 2  | 0  | 3    | Квалификовао се за друго коло група 1 |
| 7   | 6 | Гваделуп                   | 2 | 0 | 1  | 1 | 2  | 3  | −1 | 3    | Квалификовао се за друго коло група 2 |

1. 1 2  Америчка Девичанска острва су испред Бермуда по постигнутим головима у гостима.
2. 1 2  Курасао и Антигва и Барбуда изједначени су по резултатима првог кола. Позиције су одређене жребом.[12]

## Друго коло
У другом колу се такмичило укупно 15 екипа:
- Сент Винсент и Гренадини су се опростили од овог кола.
- Из првог кола се пласирало 14 екипа.

### Група 1
| Pos | Тим               | О | П | П+ | И | ГД | ГП | ГР | Бод. | Qualification                 |
| --- | ----------------- | - | - | -- | - | -- | -- | -- | ---- | ----------------------------- |
| 1   | Порторико         | 2 | 0 | 2  | 0 | 5  | 4  | +1 | 6    | Квалификовао се за треће коло |
| 2   | Антигва и Барбуда | 2 | 1 | 0  | 1 | 6  | 3  | +3 | 3    | Квалификовао се за треће коло |
| 3   | Гренада           | 2 | 0 | 0  | 2 | 4  | 8  | −4 | 0    |                               |

| Гренада                                                             | 3 : 3 (п. с. н.) | Порторико                                                  |
| ------------------------------------------------------------------- | ---------------- | ---------------------------------------------------------- |
| - Шавон Џон Браун 3’, 27’ - Морон Филип 38’                         | Извештај         | - Хектор Рамос 44’ (пен.), 62’ - Олвин Ортиз 88’           |
| Пенали                                                              |                  |                                                            |
| - Џејк Реније - Рохан Џорџ - Алек Андал - Асвад Филип - Џамал Чарлс | 3 : 4            | - Ектор Рамос - Хорхе Ривера - Маноло Санчез - Олвин Ортиз |

| Порторико            | 2 : 1 (п. с. н.) | Антигва и Барбуда    |
| -------------------- | ---------------- | -------------------- |
| Ектор Рамос 6’, 115’ | Извештај         | Декстер Блаксток 35’ |

| Антигва и Барбуда                                                                            | 5 : 1    | Гренада         |
| -------------------------------------------------------------------------------------------- | -------- | --------------- |
| - Питер Бајерс 51’ - Калаум Џахралдо Мартин] 61’, 83’ - Кеиран Мурта 76’ - Теван Харијет 77’ | Извештај | Џамал Чарлс 73’ |

### Група 2
| Pos | Тим      | О | П | П+ | И | ГД | ГП | ГР | Бод. | Qualification                 |
| --- | -------- | - | - | -- | - | -- | -- | -- | ---- | ----------------------------- |
| 1   | Мартиник | 2 | 2 | 0  | 0 | 6  | 0  | +6 | 6    | Квалификовао се за треће коло |
| 2   | Гваделуп | 2 | 1 | 0  | 1 | 2  | 3  | −1 | 3    |                               |
| 3   | Доминика | 2 | 0 | 0  | 2 | 1  | 6  | −5 | 0    |                               |

| [[Фудбалска репрезентација Мартиника {{{altlink2}}}\|Мартиник]] | 2 : 0    | Гваделуп |
| --------------------------------------------------------------- | -------- | -------- |
| - Антоин Жан Баптист 67’ - Жан Силваин Бабин 79’                | Извештај |          |

| Гваделуп                          | 2 : 1    | Доминика         |
| --------------------------------- | -------- | ---------------- |
| - Елберт Анатол 23’ - Жил Дан 64’ | Извештај | Жулијан Вејд 41’ |

| Доминика | 0 : 4    | Мартиник                                                                 |
| -------- | -------- | ------------------------------------------------------------------------ |
|          | Извештај | - Жохан Аудел 6’ - Жорди Делем 47’ - Бруно Грожи 58’ - Стивен Лангил 69’ |

### Група 3
| Pos | Тим                        | О | П | П+ | И | ГД | ГП | ГР  | Бод. | Qualification                 |
| --- | -------------------------- | - | - | -- | - | -- | -- | --- | ---- | ----------------------------- |
| 1   | Курасао                    | 2 | 2 | 0  | 0 | 12 | 2  | +10 | 6    | Квалификовао се за треће коло |
| 2   | Гвајана                    | 2 | 1 | 0  | 1 | 9  | 5  | +4  | 3    | Квалификовао се за треће коло |
| 3   | Америчка Девичанска Острва | 2 | 0 | 0  | 2 | 0  | 14 | −14 | 0    |                               |

| Гвајана                                     | 2 : 5    | Курасао                                                    |
| ------------------------------------------- | -------- | ---------------------------------------------------------- |
| - Шелдон Холдер 18’ - Брендон Бересфорд 78’ | Извештај | - Фелисијано Зсусен 7’, 61’, 89’ - Гино ван Кесел 42’, 63’ |

| Америчка Девичанска Острва | 0 : 7    | Гвајана                                                                                    |
| -------------------------- | -------- | ------------------------------------------------------------------------------------------ |
|                            | Извештај | - Трајон Боб 23’, 74’ - Рики Шејкс 25’, 44’ - Девон Милингтон 30’ - Ентони Абрамс 68’, 87’ |

| Курасао                                                                                                 | 7 : 0    | Америчка Девичанска Острва |
| --- | -------- | -------------------------- |
| - Гино ван Кесел 2’, 24’, 50’ - Фелисијано Зсусен 10’, 54’ - Леандро Бакуна 45’ - Геваро Непомусено 70’ | Извештај |                            |

Белешка
1. ↑  Утакмица Гвајане против Курасаоа је првобитно била заказана да се игра на Провиденс стадиону у Гвајани.
2. ↑  Америчка Девичанска острва против Гвајане првобитно је била заказана за 7. јун 2016.
3. ↑  Меч Курасао против Америчких Девичанских острва је првобитно било планирано да се одигра 4. јуна 2016.

### Група 4
| Pos | Тим                    | О | П | П+ | И | ГД | ГП | ГР | Бод. | Qualification                 |
| --- | ---------------------- | - | - | -- | - | -- | -- | -- | ---- | ----------------------------- |
| 1   | Доминиканска Република | 2 | 2 | 0  | 0 | 3  | 1  | +2 | 6    | Квалификовао се за треће коло |
| 2   | Француска Гвајана      | 2 | 1 | 0  | 1 | 4  | 2  | +2 | 3    | Квалификовао се за треће коло |
| 3   | Бермуди                | 2 | 0 | 0  | 2 | 0  | 4  | −4 | 0    |                               |

| Бермуди | 0 : 1    | Доминиканска Република |
| ------- | -------- | ---------------------- |
|         | Извештај | Џонатан Фања 27’       |

| Доминиканска Република | 2 : 1    | Француска Гвајана |
| ---------------------- | -------- | ----------------- |
| Џонатан Фања 47’, 53’  | Извештај | Руди Евенс 22’    |

| Француска Гвајана                                         | 3 : 0    | Бермуди |
| --------------------------------------------------------- | -------- | ------- |
| - Кевин Римејн 64’ - Арнолд Абелинти 80’ - Рој Контот 82’ | Извештај |         |

Белешка
1. ↑  Француска Гвајана против Бермуда првобитно се одиграла 1. јуна 2016, 20:00 UTC-3, на стадиону Едмард Лама, али је меч прекинут за 50 минута, због воде на терену, а Бермуда је тада водила 1:0 након Дејмон Минговиг гола у 11. минуту.[14] Утакмица је у целини поновљена 18 дана касније.[15]

### Група 5
| Pos | Тим                      | О | П | П+ | И | ГД | ГП | ГР | Бод. | Qualification                 |
| --- | ------------------------ | - | - | -- | - | -- | -- | -- | ---- | ----------------------------- |
| 1   | Сент Китс и Невис        | 2 | 2 | 0  | 0 | 2  | 0  | +2 | 6    | Квалификовао се за треће коло |
| 2   | Суринам                  | 2 | 1 | 0  | 1 | 2  | 2  | 0  | 3    | Квалификовао се за треће коло |
| 3   | Сент Винсент и Гренадини | 2 | 0 | 0  | 2 | 1  | 3  | −2 | 0    |                               |

| Сент Китс и Невис | 1 : 0    | Суринам |
| ----------------- | -------- | ------- |
| Хари Панајоту 30’ | Извештај |         |

| Суринам                                | 2 : 1    | Сент Винсент и Гренадини |
| -------------------------------------- | -------- | ------------------------ |
| - Мичел Кисор 85’ - Мелвин Валис 90+4’ | Извештај | Мирон Самјуел 71’        |

| Сент Винсент и Гренадини | 0 : 1    | Сент Китс и Невис |
| ------------------------ | -------- | ----------------- |
|                          | Извештај | Џавим Бланчет 6’  |

### Репрезентације квалификанти за треће коло
Девет екипа из другог кола (пет победника група и четири најбоља другопласирана у групи) се пласирало за треће коло.

#### Победници група
| Pos | Г | Тим                    | О | П | П+ | И | ГД | ГП | ГР  | Бод. | Qualification                         |
| --- | - | ---------------------- | - | - | -- | - | -- | -- | --- | ---- | ------------------------------------- |
| 1   | 3 | Курасао                | 2 | 2 | 0  | 0 | 12 | 2  | +10 | 6    | Квалификовао се за треће коло група 3 |
| 2   | 2 | Мартиник               | 2 | 2 | 0  | 0 | 6  | 0  | +6  | 6    | Квалификовао се за треће коло група 4 |
| 3   | 4 | Доминиканска Република | 2 | 2 | 0  | 0 | 3  | 1  | +2  | 6    | Квалификовао се за треће коло група 4 |
| 4   | 5 | Сент Китс и Невис      | 2 | 2 | 0  | 0 | 2  | 0  | +2  | 6    | Квалификовао се за треће коло група 2 |
| 5   | 1 | Порторико              | 2 | 0 | 2  | 0 | 5  | 4  | +1  | 6    | Квалификовао се за треће коло група 3 |

#### Другопласирани у групи
| Pos | Г | Тим               | О | П | П+ | И | ГД | ГП | ГР | Бод. | Qualification                         |
| --- | - | ----------------- | - | - | -- | - | -- | -- | -- | ---- | ------------------------------------- |
| 1   | 3 | Гвајана           | 2 | 1 | 0  | 1 | 9  | 5  | +4 | 3    | Квалификовао се за треће коло група 1 |
| 2   | 1 | Антигва и Барбуда | 2 | 1 | 0  | 1 | 6  | 3  | +3 | 3    | Квалификовао се за треће коло група 3 |
| 3   | 4 | Француска Гвајана | 2 | 1 | 0  | 1 | 4  | 2  | +2 | 3    | Квалификовао се за треће коло група 2 |
| 4   | 5 | Суринам           | 2 | 1 | 0  | 1 | 2  | 2  | 0  | 3    | Квалификовао се за треће коло група 1 |
| 5   | 2 | Гваделуп          | 2 | 1 | 0  | 1 | 2  | 3  | −1 | 3    |                                       |

## Треће коло
У трећем колу се такмичило укупно дванаест екипа:
- Из другог кола се пласирало девет екипа.

### Група 1
| Pos | Тим     | О | П | П+ | И | ГД | ГП | ГР | Бод. | Qualification                                                     |
| --- | ------- | - | - | -- | - | -- | -- | -- | ---- | ----------------------------------------------------------------- |
| 1   | Јамајка | 2 | 1 | 1  | 0 | 5  | 2  | +3 | 6    | Квалификовао се за Куп Кариба 2017. и Конкакафов златни куп 2017. |
| 2   | Суринам | 2 | 0 | 1  | 1 | 3  | 3  | 0  | 3    | Квалификовао се за плеј-оф за пето место                          |
| 3   | Гвајана | 2 | 0 | 0  | 2 | 4  | 7  | −3 | 0    |                                                                   |

| Суринам                                                          | 3:2 (п. с. н.) | Гвајана                                        |
| ---------------------------------------------------------------- | -------------- | ---------------------------------------------- |
| - Мичел Кисор 58’ - Галгито Талеа 103’ - Иванилдо Резенблад 110’ | Извештај       | - Марсел Барингтон 4’ - Каи Макензи Лајли 120’ |

| Гвајана                | 2:4 (п. с. н.) | Јамајка                                                                      |
| ---------------------- | -------------- | ---------------------------------------------------------------------------- |
| Адријан Батерс 7’, 30’ | Извештај       | - Џе Ван Вотсон 63’ - Дикој Вилијамс 88’ - Ђон Френсис 116’ - Кори Бурк 120’ |

| Јамајка       | 1:0      | Суринам |
| ------------- | -------- | ------- |
| Кори Бурк 16’ | Извештај |         |

Белешка
1. ↑  Утакмица Јамајке против Суринама, првобитно заказана за 5. октобар 2016. у 20:00 UTC-5, померена је због безбедносних разлога,  Ураган Метју.[17]

### Група 2
| Pos | Тим               | О | П | П+ | И | ГД | ГП | ГР | Бод. |                                                                   |
| --- | ----------------- | - | - | -- | - | -- | -- | -- | ---- | ----------------------------------------------------------------- |
| 1   | Француска Гвајана | 2 | 2 | 0  | 0 | 6  | 2  | +4 | 6    | Квалификовао се за Куп Кариба 2017. и Конкакафов златни куп 2017. |
| 2   | Хаити             | 2 | 0 | 1  | 1 | 4  | 5  | −1 | 3    | Квалификовао се за плеј-оф за пето место                          |
| 3   | Сент Китс и Невис | 2 | 0 | 0  | 2 | 0  | 3  | −3 | 0    |                                                                   |

| Француска Гвајана   | 1:0      | Сент Китс и Невис |
| ------------------- | -------- | ----------------- |
| Арнолд Абелинти 63’ | Извештај |                   |

| Хаити                                      | 2:5      | Француска Гвајана                                                        |
| ------------------------------------------ | -------- | ------------------------------------------------------------------------ |
| - Мешак Жером 4’ (пен.) - Дакенс Назон 27’ | Извештај | - Слон Приват 38’, 58’, 64’ (пен.) - Руди Еванс 67’ - Лудовик Бал] 90+1’ |

| Сент Китс и Невис | 0:2 (п. с. н.) | Хаити                                         |
| ----------------- | -------------- | --------------------------------------------- |
|                   | Извештај       | - Вајлд Доналд Герер 102’ - Дакенс Назон 119’ |

Белашке
1. ↑  Утакмица Хаити – Француска Гвајана, првобитно заказана за 5. октобар 2016. у 20:00 UTC-5, померена је због утицаја Ураган Метју.[18][19]
2. ↑  Утакмица Сент Китс и Невис против Хаитија, првобитно заказана за 11. октобар 2016. у 20:00 UTC-4, померена је због утицаја Ураган Метју.[20]

### Група 3
| Pos | Тим               | О | П | П+ | И | ГД | ГП | ГР | Бод. | Qualification                                                     |
| --- | ----------------- | - | - | -- | - | -- | -- | -- | ---- | ----------------------------------------------------------------- |
| 1   | Курасао           | 2 | 1 | 1  | 0 | 7  | 2  | +5 | 6    | Квалификовао се за Куп Кариба 2017. и Конкакафов златни куп 2017. |
| 2   | Антигва и Барбуда | 2 | 1 | 0  | 1 | 2  | 3  | −1 | 3    |                                                                   |
| 3   | Порторико         | 2 | 0 | 0  | 2 | 2  | 6  | −4 | 0    |                                                                   |

| Курасао                                                       | 3:0      | Антигва и Барбуда |
| ------------------------------------------------------------- | -------- | ----------------- |
| - Леандро Бакуна 12’ - Рангело Јанга 80’ - Гино ван Кесел 90’ | Извештај |                   |

| Антигва и Барбуда                    | 2:0      | Порторико |
| ------------------------------------ | -------- | --------- |
| - Питер Бајерс 43’ - Стефан Смит 86’ | Извештај |           |

| Порторико                          | 2:4 (п. с. н.) | Курасао                                                                  |
| ---------------------------------- | -------------- | ------------------------------------------------------------------------ |
| - Ектор Рамос 16’ - Мајк Рамос 27’ | Извештај       | - Рангело Јанка 69’ - Леандро Бакуна 85’, 120+1’ - Фелисијано Зсусен 97’ |

### Група 4
| Pos | Тим                    | О | П | П+ | И | ГД | ГП | ГР | Бод. | Qualification                                                     |
| --- | ---------------------- | - | - | -- | - | -- | -- | -- | ---- | ----------------------------------------------------------------- |
| 1   | Мартиник               | 2 | 1 | 1  | 0 | 4  | 1  | +3 | 6    | Квалификовао се за Куп Кариба 2017. и Конкакафов златни куп 2017. |
| 2   | Тринидад и Тобаго      | 2 | 1 | 0  | 1 | 4  | 2  | +2 | 3    | Квалификовао се за плеј-оф за пето место                          |
| 3   | Доминиканска Република | 2 | 0 | 0  | 2 | 1  | 6  | −5 | 0    |                                                                   |

| Тринидад и Тобаго                              | 4:0      | Доминиканска Република |
| ---------------------------------------------- | -------- | ---------------------- |
| - Кевин Молино 14’, 18’, 55’ - Кордел Като 30’ | Извештај |                        |

| Доминиканска Република | 1:2      | Мартиник                                  |
| ---------------------- | -------- | ----------------------------------------- |
| Рони Берд 75’          | Извештај | - Стивен Лангил 14’ - Матијас Куријер 89’ |

| [[Фудбалска репрезентација Мартиника {{{altlink2}}}\|Мартиник]] | 2:0 (п. с. н.) | Тринидад и Тобаго |
| --------------------------------------------------------------- | -------------- | ----------------- |
| - Кевин Парсемејн 105’ - Стивен Лангил 120’                     | Извештај       |                   |

### Квалификовани тимови за Куп Кариба и КОНКАКАФ златни куп
Четири тима из трећег кола (четири победника група) квалификовала су се за Куп Кариба 2017. и Конкакафов златни куп 2017..
| Група | Репрезентација    | Квалификовала се за | Претходне Куп Кариба квалификације                                                            | Претходне КОНКАКАФ златни куп квалификације              |
| ----- | ----------------- | ------------------- | --------------------------------------------------------------------------------------------- | -------------------------------------------------------- |
| 1     | Јамајка           | 13. новембар 2016.  | 15 (1990, 1991, 1992, 1993, 1995, 1996, 1997, 1998, 1999, 2001, 2005, 2008, 2010, 2012, 2014) | 9 (1991, 1993, 1998, 2000, 2003, 2005, 2009, 2011, 2015) |
| 2     | Француска Гвајана | 9. новембар 2016    | 3 (1995, 2012, 2014)                                                                          | 0 (Дебитант)                                             |
| 3     | Курасао           | 11. октобар 2016    | 3 (1989, 1998, 2014)                                                                          | 0 (Дебитант)                                             |
| 4     | Мартиник          | 11. октобар 2016    | 12 (1990, 1991, 1992, 1993, 1994, 1996, 1997, 1998, 2001, 2007, 2010, 2012, 2014)             | 4 (1993, 2002, 2003, 2013)                               |

### Квалификоване екипе за плеј-оф за пето место
Три екипе из трећег кола (најбоља три другопласирана у групи) пласирале су се у плеј-оф за пето место.
| Pos | Г | Тим               | О | П | П+ | И | ГД | ГП | ГР | Бод. | Qualification                            |
| --- | - | ----------------- | - | - | -- | - | -- | -- | -- | ---- | ---------------------------------------- |
| 1   | 4 | Тринидад и Тобаго | 2 | 1 | 0  | 1 | 4  | 2  | +2 | 3    | Квалификовао се за плеј-оф за пето место |
| 2   | 1 | Суринам           | 2 | 0 | 1  | 1 | 3  | 3  | 0  | 3    | Квалификовао се за плеј-оф за пето место |
| 3   | 2 | Хаити             | 2 | 0 | 1  | 1 | 4  | 5  | −1 | 3    | Квалификовао се за плеј-оф за пето место |
| 4   | 3 | Антигва и Барбуда | 2 | 1 | 0  | 1 | 2  | 3  | −1 | 3    |                                          |

Дошло је до забуне око тога да ли се победе и голови постигнути у продужецима рачунају када се упоређују тимови између различитих група, како је предвиђено прописима ФСК. На крају, голови су додати уукупни збир и Хаити се квалификовао за пето место - преко репрезентације Антигве и Барбуде.

## Плеј-оф за пето место
У баражу за пето место такмичиле су се три екипе:
- Три екипе су се квалификовале из трећег кола.
- Један тим из плеј-офа за пето место квалификовао се за плеј-оф за Златни куп Конкакафа ФСК–УНКАФ.

| Pos | Тим               | О | П | Д | И | ГД | ГП | ГР | Бод. | Qualification                                                   |
| --- | ----------------- | - | - | - | - | -- | -- | -- | ---- | --------------------------------------------------------------- |
| 1   | Хаити             | 2 | 2 | 0 | 0 | 8  | 5  | +3 | 6    | Квалификације за Конкакафов златни куп 2017. (ФСК–КАФС плеј-оф) |
| 2   | Суринам           | 2 | 1 | 0 | 1 | 4  | 5  | −1 | 3    |                                                                 |
| 3   | Тринидад и Тобаго | 2 | 0 | 0 | 2 | 4  | 6  | −2 | 0    |                                                                 |

| Тринидад и Тобаго | 1 : 2 (п. с. н.) | Суринам                                    |
| ----------------- | ---------------- | ------------------------------------------ |
| Тајрон Чарлс 82’  | Извештај         | - Гуно Квази 76’ - Иванилдо Розенблад 110’ |

| Суринам                                      | 2 : 4    | Хаити                                                                                      |
| -------------------------------------------- | -------- | ------------------------------------------------------------------------------------------ |
| - Димитрије Апаји 87’ - Серђињо Едуард 90+1’ | Извештај | - Чарлс Херолд 25’ - Ендрју Жан Баптист 42’ - Жонел Дезире 48’ - Гиљермо Фербер 80’ (а.г.) |

| Хаити                                                                   | 4 : 3 (п. с. н.) | Тринидад и Тобаго              |
| ----------------------------------------------------------------------- | ---------------- | ------------------------------ |
| - Дерик Етјен 20’ - Келвенс Белфорт 39’, 111’ - Ендрју Жан Баптист 117’ | Извештај         | Шахдон Винчестер 1’, 25’, 113’ |

Белешка
- Хаити победник плеј−офа квалификовао се за квалификације за Конкакафов златни куп 2017. али је изгубио у квалификацијама од  Никарагва и није се квалификовао за завршно такмичење златног купа за 2017. годину.